# Hasan Ali Alluba
Hasan Ali Alluba (arab. حسان علي علوبة, ur. ? w Asjut, zm. 3 stycznia 1959) – egipski piłkarz, występujący na pozycji napastnika. Uczestnik Igrzysk Olimpijskich 1920.
Zawodnik wystąpił w obydwu spotkaniach, jakie reprezentacja Egiptu rozegrała na turnieju piłkarskim podczas igrzysk w 1920 roku. W drugim spotkaniu przeciwko reprezentacji Jugosławii, wygranym 4:2 zdobył jedną z bramek.